# Mauritania ai Giochi della XXXII Olimpiade
La Mauritania ha partecipato ai Giochi della XXXII Olimpiade, che si sono svolti a Tokyo, Giappone, dal 23 luglio all'8 agosto 2021 (inizialmente previsti dal 24 luglio al 9 agosto 2020 ma posticipati per la pandemia di COVID-19) con due atleti, un uomo e una donna.
Si è trattato della decima partecipazione di questo paese ai Giochi estivi.

## Delegazione
| Sport            | Uomini | Donne | Totale |
| ---------------- | ------ | ----- | ------ |
| Atletica leggera | 1      | 1     | 2      |
| Totale           | 1      | 1     | 2      |

## Risultati

### Atletica leggera
Maschile
Eventi su pista e strada
| Abidine Abidine | 5000 m piani | 14'54"80 | 19º | N.D. | N.D. | Non qualificato | Non qualificato | Non qualificato | Non qualificato | Non qualificato | Non qualificato |

Femminile
Eventi su pista e strada
| Atleta     | Evento      | Batterie preliminari | Batterie preliminari | Batteria        | Batteria        | Semifinale      | Semifinale      | Finale          | Finale          |
| Atleta     | Evento      | Risultato            | Posizione            | Risultato       | Posizione       | Risultato       | Posizione       | Risultato       | Posizione       |
| ---------- | ----------- | -------------------- | -------------------- | --------------- | --------------- | --------------- | --------------- | --------------- | --------------- |
| Houleye Ba | 100 m piani | 15"26                | 9ª                   | Non qualificata | Non qualificata | Non qualificata | Non qualificata | Non qualificata | Non qualificata |